# Canottaggio ai Giochi della X Olimpiade - Quattro con maschile
La competizione del quattro con maschile dei Giochi della X Olimpiade si è svolta dal 10 al 13 agosto 1932 al Long Beach Marine Stadium, Long Beach.

## Risultati

### Batterie
Su disputarono il 10 agosto. Il vincitore di ciascuna batteria in finale, i restanti al recupero.
| Pos. | Nazione       | Atleti                                                                                     | Tempo  |
| ---- | ------------- | ------------------------------------------------------------------------------------------ | ------ |
| 1    | Italia        | Bruno Vattovaz, Giovanni Plazzer Riccardo Divora, Bruno Parovel Giovanni Scher             | 7'06"0 |
| 2    | Germania      | Hans Eller, Horst Hoeck Walter Meyer, Joachim Spremberg Karl Heinz Newmann                 | 7'09"2 |
| 3    | Nuova Zelanda | Noel Pope, Somers Cox Charley Saunders, John Solomon Delmont Gullery                       | 7'19"6 |
| 4    | Brasile       | Osório Pereira, Olivério Popovitch Durval Lima, João Francisco de Castro Americo Fernandes | 7'29"4 |

| Pos. | Nazione     | Atleti                                                                              | Tempo  |
| ---- | ----------- | ----------------------------------------------------------------------------------- | ------ |
| 1    | Polonia     | Jerzy Braun, Janusz Ślązak Stanisław Urban, Edward Kobyliński Jerzy Skolimowski     | 7'04"2 |
| 2    | Stati Uniti | Francis English, Harry Grossmiller Charles Drueding, Edward Marshall Thomas Mack Jr | 7'06"6 |
| 3    | Giappone    | Rokuro Takahashi, Norio Ban Umetaro Shibata, Daikichi Suzuki Shokichi Nanba         | 7'16"8 |

### Recupero
Si disputò l'11 agosto. I primi due in finale.
| Pos. | Nazione       | Atleti                                                                              | Tempo  |
| ---- | ------------- | ----------------------------------------------------------------------------------- | ------ |
| 1    | Nuova Zelanda | Noel Pope, Somers Cox Charley Saunders, John Solomon Delmont Gullery                | 7'38"2 |
| 2    | Germania      | Hans Eller, Horst Hoeck Walter Meyer, Joachim Spremberg Karl Heinz Newmann          | 7'38"8 |
| 3    | Stati Uniti   | Francis English, Harry Grossmiller Charles Drueding, Edward Marshall Thomas Mack Jr | 7'41"6 |
| 4    | Giappone      | Rokuro Takahashi, Norio Ban Umetaro Shibata, Daikichi Suzuki Shokichi Nanba         | 7'47"0 |
| -    | Brasile       | DNF                                                                                 | DNF    |

### Finale
Si disputò il 13 agosto.
| Pos.    | Nazione       | Atleti                                                                          | Tempo  |
| ------- | ------------- | ------------------------------------------------------------------------------- | ------ |
| Oro     | Germania      | Hans Eller, Horst Hoeck Walter Meyer, Joachim Spremberg Karl Heinz Newmann      | 7'19"0 |
| Argento | Italia        | Bruno Vattovaz, Giovanni Plazzer Riccardo Divora, Bruno Parovel Giovanni Scher  | 7'19"2 |
| Bronzo  | Polonia       | Jerzy Braun, Janusz Ślązak Stanisław Urban, Edward Kobyliński Jerzy Skolimowski | 7'26"8 |
| 4       | Nuova Zelanda | Noel Pope, Somers Cox Charley Saunders, John Solomon Delmont Gullery            | 7'32"4 |